# دانيل روسينبيتشلير
دانيل روسينبيتشلير (بالألمانية: Daniel Rosenbichler)‏ (10 يوليو 1995 في النمسا - ) هو لاعب كرة قدم نمساوي في مركز الدفاع. شارك مع منتخب النمسا تحت 17 سنة لكرة القدم ومنتخب النمسا تحت 18 سنة لكرة القدم ومنتخب النمسا تحت 19 سنة لكرة القدم ومنتخب النمسا تحت 20 سنة لكرة القدم. أما مع النوادي، فقد لعب مع أدميرا فاكر مودلينغ ونادي واكر إنسبروك (2002).

## وصلات خارجية
- دانيل روسينبيتشلير على موقع قاعدة بيانات كرة القدم.إي يو (الإنجليزية)
- دانيل روسينبيتشلير على موقع Soccerway.com (الإنجليزية)
- دانيل روسينبيتشلير على موقع عالم كرة القدم.نت (الإنجليزية)